# Acridocarpus
Az Acridocarpus a Malpighiales rendjébe és a malpighicserjefélék (Malpighiaceae) családjába tartozó nemzetség.

## Rendszerezés
A nemzetségbe az alábbi 43 faj tartozik:
- Acridocarpus adenophorus A.Juss.
- Acridocarpus alopecurus Sprague
- Acridocarpus alternifolius (Schumach. & Thonn.) Nied.
- Acridocarpus austrocaledonicus Baill.
- Acridocarpus ballyi Launert
- Acridocarpus camerunensis Nied.
- Acridocarpus chevalieri Sprague
- Acridocarpus chloropterus Oliv.
- Acridocarpus congestus Launert
- Acridocarpus congolensis Sprague
- Acridocarpus corymbosus Hook.f.
- Acridocarpus excelsus A.Juss.
- Acridocarpus glaucescens Engl.
- Acridocarpus goossensii De Wild.
- Acridocarpus hirundo S.Moore
- Acridocarpus humbertii Arènes
- Acridocarpus humblotii Baill.
- Acridocarpus katangensis De Wild.
- Acridocarpus laurentii De Wild.
- Acridocarpus ledermannii Engl.
- Acridocarpus longifolius (G.Don) Hook.f.
- Acridocarpus macrocalyx Engl.
- Acridocarpus mayumbensis Gonç. & E.Launert
- Acridocarpus monodii Arènes & P.Jaeger ex Birnbaum & J.Florence
- Acridocarpus natalitius A.Juss.
- Acridocarpus oppositifolius R.Vig. & Humbert ex Arènes
- Acridocarpus orientalis A.Juss.
- Acridocarpus pauciglandulosus Launert
- Acridocarpus perrieri Ames
- Acridocarpus plagiopterus Guill. & Perr.
- Acridocarpus pondoensis Engl.
- Acridocarpus prasinus Exell
- Acridocarpus reticulatus Burtt Davy
- Acridocarpus rufescens Hutch.
- Acridocarpus scheffleri Engl.
- Acridocarpus smeathmanii (DC.) Guill. & Perr.
- Acridocarpus socotranus Oliv.
- Acridocarpus spectabilis (Nied.) Doorn-Hoekm.
- Acridocarpus staudtii (Engl.) Engl. ex Hutch. & Dalziel
- Acridocarpus ugandensis Sprague
- Acridocarpus vanderystii R.Wilczek
- Acridocarpus vivy Arènes
- Acridocarpus zanzibaricus A.Juss.